# اوسترازیا ۲۲۳۶
سیارک ۲۲۳۶ (به انگلیسی: 2236 Austrasia، نامگذاری:1933FX) دو هزار و دویست و سی و ششمین سیارک کشف شده‌است که در ۲۳ مارس ۱۹۳۳ و در هایدلبرگ کشف شد.
قدر مطلق سیارک برابر ۱۲٫۳۰ است.